# Evolution (film)
Evolution är en amerikansk långfilm från 2001 i regi av Ivan Reitman, med David Duchovny, Julianne Moore, Orlando Jones och Seann William Scott i rollerna.

## Rollista
| David Duchovny      | – Ira Kane                |
| Julianne Moore      | – Allison Reed            |
| Orlando Jones       | – Harry Block             |
| Seann William Scott | – Wayne Grey              |
| Ted Levine          | – General Russell Woodman |
| Ethan Suplee        | – Deke Donald             |
| Michael Bower       | – Danny Donald            |
| Pat Kilbane         | – Officer Sam Johnson     |
| Ty Burrell          | – Colonel Flemming        |
| Dan Aykroyd         | – Governor Lewis          |
| Katharine Towne     | – Nadine                  |
| Gregory Itzin       | – Barry Cartwright        |
| Ashley Clark        | – Lt. Cryer               |
| Michelle Wolff      | – Carla                   |
| Sarah Silverman     | – Denise                  |